# Arthur Tiefenthaler
Arthur Tiefenthaler (* 24. Februar 1938 in Frastanz) ist ein ehemaliger österreichischer Politiker (FPÖ) und Techniker. Er war von 1983 bis 1984 Abgeordneter zum Vorarlberger Landtag. 

## Ausbildung und Beruf
Nach dem Besuch der Volks- und Hauptschule in Frastanz absolvierte Tiefenthaler die Höhere Technische Lehranstalt für Maschinenbau in Bregenz und schloss diese im Jahr 1958 ab. In der Folge war er beruflich 37 Jahre lang als Techniker bei der Firma Presta in Liechtenstein beschäftigt. 

## Politik und Funktionen
Tiefenthaler trat im Jahr 1965 der Freiheitlichen Partei Österreichs bei und wurde am 2. Mai 1975 zum Mitglied der Gemeindevertretung von Frastanz gewählt. Er gehörte zwischen Mai 1985 und April 1990 auch dem Gemeinderat von Frastanz an und fungierte zwischen 1985 und 1990 als Obmann des Planungsausschusses. Per 25. April 1990 schied er aus der Gemeindevertretung und dem Gemeinderat aus. Als Abgeordneter des Wahlbezirkes Feldkirch wurde er am 23. Februar 1983 als Nachfolger von Alfred Eß im Vorarlberger Landtag angelobt, dem er bis zum 5. November 1985 angehörte. Er war dort Mitglied im Finanzausschuss und 
Mitglied im Energiepolitischen Ausschuss. Des Weiteren fungierte er im Vorarlberger Landtag als Ersatzmitglied im Kulturausschuss und Ersatzmitglied im Sozialpolitischen Ausschuss. Tiefenthaler war innerparteilich bis zum 4. Juni 1985 als Bezirksparteiobmann der Freiheitlichen Partei Feldkirch aktiv, trat jedoch 1992 aus der Freiheitlichen Partei Österreichs aus. 
Neben seinen politischen Aktivitäten engagierte sich Tiefenthaler vor allem im Vereinsleben seiner Heimatgemeinde Frastanz. So war musikalisch als Mitglied des Gesangsvereins Frastanz aktiv, engagierte sich sportlich als Mitglied des Turnvereins Frastanz und Mitglied des Schi-Club Frastanz und war des Weiteren  Mitglied des Verkehrsvereins Frastanz.

## Privates
Arthur Tiefenthaler wurde als Sohn des ÖBB-Bediensteten Otto Tiefenthaler geboren, wobei sein Vater aus der Gemeinde Frastanz stammte. Seine Mutter Berta Tiefenthaler, geborene Gabriel, wurde in Gurtis geboren. Arthur Tiefenthaler heiratete 1961 und wurde 1963 bzw. 1968 Vater je einer Tochter sowie 1964 Vater eines Sohnes.